# 居島一平
居島 一平（おりしま いっぺい、1974年〈昭和49年〉10月22日 - ）は、日本のお笑い芸人、司会者、ニュースキャスター、漫才コンビ「米粒写経」のボケ担当。「大本営八俵」（だいほんえい はっぴょう）名義でピン芸人としても活動。ワタナベエンターテインメント所属。

## 来歴
東京都江東区亀戸出身。江東区立第三亀戸中学校、都立城東高校卒業。中学2年から落語に傾倒、送別会や謝恩会では「一寸間亭此野野呂（ちょっとまていこのやろ）」の名で高座に上がった。また新聞委員を丸3年つとめ、昭和天皇崩御を扱った号は『毎日中学生新聞』に掲載される。また、高校時代は監督・脚本・主演・主題歌の自主制作映画を撮った事もある。また坂口安吾にも傾倒していた。この頃は授業をサボりまくって映画館に入り浸っており、そのためか学校の成績は悪かった。
「どん底の成績の分際でももし滑り込める大学があるなら、そこで仏教ないしはインド哲学の勉強を、安吾に倣って神経衰弱になるまでしてやろう」という動機から、呉智英の著作にも影響を受けたこともあり種智院大学への進学を考えたが、遠方で下宿代がかかり親に負担をかけるため断念。1993年、駒澤大学仏教学部に進学しサンスクリット文学研究会に入会するがすぐに挫折。大学の雰囲気も肌に合わず3ヶ月で音を上げて中退した。翌1994年、早稲田大学社会科学部に入学し直し、落語研究会に籍を置きつつ太田出版にて編集のアルバイトに精を出す。この時に、落研時代の高座名を現在のピン芸人の別名義である、「大本営八俵」と称し始めた。
ピン芸人として、1996年頃よりお笑いカルトシンガー、元気いいぞうの「自宅ライブ」にレギュラー出演するようになり、1997年1月なかの芸能小劇場での同氏独演会に「鬼毒人（おにどくと）」の名でゲスト出演、これが実質的なプロ初舞台となる。1998年、落研の後輩であるサンキュータツオを誘い、「米粒写経」を結成、浅草キッド主催ライブ「浅草お兄さん会」のネタ見せに合格し、以降高田文夫編集『笑芸人』にて東京漫才ベスト50組にも選出された。
大本営八俵の名義でライブに出演する際には、『戦後生まれの傷痍軍人』という肩書がある。

## 人物
- 父親は朝日新聞社の記者、母親は元朝日新聞社、新潮社の校正部員、父方の祖父は大日本帝国陸軍の軍人で、陸軍学校の同期に元伊藤忠商事瀬島龍三、二・二六事件において包囲軍として参加し、包囲していた反乱部隊の中に五代目柳家小さんが居たと回想している。両親の馴れ初めが、父親が執筆したあさま山荘事件のインタビュー形式の記事を母親が校閲した事がキッカケに付き合ってその2年後に自身が生誕しているので、事件については人一倍の思いを持っている。また、編集アルバイト時代、親しくなった編集者の紹介で、宮崎学の出版記念パーティーの司会を務めた事もあり、そのパーティの打上げの宴席にて見た目が厳つい男がやってきて、編集者にあさま山荘事件の犯人であった、元連合赤軍の植垣康博を紹介された事がある。また、祖母が小学生時代から演芸場に連れて行っていた事から、演芸にハマり芸人になって行く源流となったと認めている。
- 自他共に認める歴史マニアであり、読書家である。
  - 『真相深入り!虎ノ門ニュース 楽屋入り』では趣味である映画鑑賞をベースにした映画漫談コーナー「オリシネマ」が存在していた。
  - 『森田一義アワー 笑っていいとも!』に出演した際には、『人を気持ちよくさせる歴史』というテーマで観客に都道府県のどこかを提示してもらうと、その土地ゆかりの歴史と戦国武将を使って褒めちぎる芸を披露した。
- ボッシュ、土佐の絵金、佐伯俊男等に影響を受けたと自称する、筆ペンを使った独自の画風である絵もに定評があり、主催ライブのチラシはほとんど自分で描き上げて、2016年のコンビでの自主ライブにて画集を発表し完売した。また、新井健一郎（ドラゴンゲート）率いるヒール軍団"ディープドランカーズ"のメンバーTシャツ用にイラストを提供もしている。
- 篠原勝之に"インテリコメディアン"と命名されているが、「物を知りすぎている」= 「テレビに向かない」、と認識されている[4]。しかし、自身も認識しており、テレビのネタ見せバラエティ番組のプロデューサーの趣味に合わせたネタ作りには否定的な見方をしている。
- 落語が趣味のため、近年お笑いライブや番組出演の機会では「アントニオ猪木落語」を発表する機会もある。

## 出演

### テレビ
- Cutie Honey Universe（AT-X・TOKYO MX）- いぼ痔小五郎役
- やすらぎの刻〜道 第231・232話（テレビ朝日）- 刑事役

### インターネット動画配信
- 真相深入り!虎ノ門ニュース（DHCテレビ、2015年4月1日 ～ 2022年11月18日） - ※MC
- 今夜も築地テラスで（JPLIVE.TV、2013年1月21日）

### ラジオ
- ごごラジ!（NHKラジオ第1）
- Weekly 虎ノ門ニュース（CROSS FM、～2022年11月20日）
- 居島一平のよかよかJAPAN（CROSS FM、2022年11月27日～2022年12月25日）
- 大沢悠里のゆうゆうワイド（TBSラジオ）ゆうゆうお昼のスーパートーク担当※毎週水曜
- 小島慶子 キラ☆キラ（TBSラジオ）コーナー担当※金曜、2011年4月 - 10月
- たまむすび（TBSラジオ）コーナー担当※第2水曜、2016年4月 - 、2012年 - 2013年4月 - 12月迄は毎週水曜
- テリー伊藤のフライデースクープ そこまで言うか!（ニッポン放送）※テリー伊藤夏季休暇時の代理パーソナリティ - 2013年9月20日、12月6日

### 映画
- 東京アディオス（2019年、プレシディオ）

### ゲーム
- 悪代官3（2002年）

## 新聞・雑誌連載
- 近代スター列伝（読売中高生新聞）
- 本好きのリビドー（週刊実話）
- 我に還らず（WiLL）

### 連載終了
- 私のアイドル名鑑（月刊エンタメ）
- 知らずに語るな明治維新（読売中高生新聞）

## 著書
- 思わず聞いてしまいました!!【活字版】聞くは一時の恥、聞いたら一生モノの話 プチ鹿島 (著), 居島一平 (著)　スコラマガジン 2012/2/29
- 闇鍋怪談 居島一平(著) 竹書房ホラー文庫 2013/3/29